# Лев узимку
«Лев узимку» — історична п’єса американського письменника Джеймса Голдмена, присвячена стосункам у родині батьків короля Річарда Левове Серце — Генріха II та Елеонори Аквітанської.
Прем’єра п’єси відбулась на Бродвеї у 1966 році. За два роки її було вперше екранізовано, у 2003 році — вдруге.

## Синопсис
1183 рік. Напередодні Різдвяних свят король Англії Генріх II, чиє життя вже добігає кінця, має назвати ім’я спадкоємця трону. На цю урочисту подію прибувають дружина Генріха II Елеонора Аквітанська, яка провела десять років у в’язниці за участь у змові проти чоловіка, коханка короля, марнотратна принцеса Але, її брат, король Франції Філіп II Август, і троє синів Генріха II — Річард Левине Серце, Джеффрі та Джон. 
Всі члени родини люто ненавидять одне одного. Їх об’єднує тільки одне — непомірна жага влади й готовність піти на будь-яку зраду заради володіння нею. 

### Діючі особи
- Генріх II Плантагенет — король Англії
- Елеонора Аквітанська — його дружина
- Річард I Левове Серце — їхній старший син, спадкоємець престолу
- Жоффруа II Плантагенет — другий син
- Іоанн Безземельний — третій син
- Філіп II Август — король Франції

### «Лев узимку» в Україні
- 2000 - Національний академічний драматичний театр імені Івана Франка - «Я, Генрі II» за мотивами п’єси Дж. Голдмена. Режисер: Юрій Кочевенко. [1]

## Екранізації
- Лев узимку (фільм, 1968) — у головних ролях Пітер О'Тул і Кетрін Хепберн.
- Лев узимку (фільм, 2003) — у головних ролях Глен Клоуз і Патрік Стюарт. Режисер Андрій  Кончаловський.